# Saropogon tigris
Saropogon tigris là một loài ruồi trong họ Asilidae. Saropogon tigris được Parui miêu tả năm 1999. Loài này phân bố ở miền Ấn Độ - Mã Lai.